# John B. Magruder
John Bankhead Magruder (1 mei 1807 – 19 februari 1871) was een beroepsmilitair die tijdens zijn loopbaan in drie verschillende legers heeft gediend. Hij was een officier in het United States Army tijdens de Mexicaans-Amerikaanse Oorlog, officier in het Confederate States Army tijdens de Amerikaanse Burgeroorlog en officier in het Keizerlijk Mexicaanse leger na de oorlog. Hij kreeg de bijnaam "Prince John" toen hij tijdens de Schiereilandveldtocht in 1862 erin slaagde om het Noordelijke leger onder leiding van generaal-majoor George B. McClellan te vertragen. Door de acties van Magruder geloofde McClellan dat de Zuidelijke strijdmacht veel meer soldaten telde dan het in werkelijkheid was. Begin 1863 verdedigde hij Galveston met succes tegen een Noordelijke aanval.

## Beginjaren en militaire loopbaan
Magruder werd geboren in Port Royal, Virginia als zoon van Thomas en Elizabeth Magruder.
Hij studeerde aan de Universiteit van Virginia waar hij eens dineerde met de voormalige Amerikaanse president Thomas Jefferson. In 1830 studeerde Magruder af aan de United States Military Academy. Tijdens die jaren was zijn kamergenoot William N. Pendleton. Hij kreeg een aanstelling als tweede luitenant in het 7th U.S. Infantry. Later werd hij overgeplaatst naar de 1st U.S. Artillery.
Magruder diende in de Tweede Seminole Oorlog in Florida. Daarna diende hij onder Winfield Scott tijdens de Mexicaans-Amerikaanse Oorlog. Hij kreeg een promotie tot gebrevetteerd majoor voor dapperheid tijdens de Slag bij Cerro Gordo en later tot luitenant-kolonel voor zijn aandeel tijdens de Slag bij Chapultepec. Zoals alle officieren die tijdens deze oorlog dienden, werd ook Magruder lid van de Aztec Club of 1847.
Na de oorlog in Mexico diende hij langs de Frontier in Californië en Fort Leavenworth in Territory of Kansas. Tussen 29 mei 1857 en 31 oktober 1859 diende Magurder als bevelhebber van de I Compagny van de 1st Artillery Regiment in Fort Adams in Newport, Rhode Island. Daar hield hij de zogenaamde "fort days" waarbij het publiek uitgenodigd werd in het fort om concerten bij te wonen.
"Prince John" lispelde, maar niet tijdens zijn frequente zangstonden. Zijn grootste hobby tijdens zijn vrije uren was het schrijven van liedjes, het organiseren van concerten en amateur toneelvoorstellingen.

## De Amerikaanse Burgeroorlog
Bij het begin van de oorlog maakte Magruder deel uit van de garnizoensartillerie van Washington D.C. Hij nam ontslag toen zijn thuisstaat Virginia zich afscheurde van de unie. Hij kreeg een aanstelling tot kolonel in het Confederate States Army. In juni 1861 werd hij al snel bevorderd tot brigadegeneraal en tot generaal-majoor in oktober 1861. Hij had het bevel over het kleine Army of the Peninsula die de Zuidelijke hoofdstad diende te beschermen toen de Noordelijke generaal-majoor George B. McClellan op het schiereiland van Virginia landde in 1862. Dit leger werd op 12 april 1862 opgenomen als een divisie in het Army of Northern Virginia.
Tijdens de slag bij Yorktown slaagde Magruder erin om McClellan volledig te misleiden. Hij liet telkens dezelfde kleine eenheden langs eenzelfde punt marcheren zodat het leek of hij een grote strijdmacht onder zijn leiding had. Hij verplaatste vaak zijn artillerie en gebruikte grote hoeveelheden munitie telkens als de Noordelijken in het zicht kwamen. Dit vertraagde het numeriek sterkere Noordelijke Army of the Potomac verschillende weken. Magruder kreeg niets dan lof van zijn superieur generaal Joseph E. Johnston. Dit stond in schril contrast met zijn acties tijdens de Zevendagenslag waarbij hij ondermaats presteerde. Veel alcohol en de slopende weken in Yorktown lagen aan de basis hiervan.
Tijdens de Slag bij Malvern Hill, de laatste van de zeven  dagen, stuurden lokale gidsen zijn eenheid verkeerd op pad waardoor hij veel vertraging opliep om zijn voorziene stellingen in te nemen. De bevelen van de nieuwe bevelhebber van het leger, Robert E. Lee, ontving Magruder vele uren te laat. Door communicatieproblemen en een slordige uitvoering van de bevelen verloor Magruder veel manschappen in de aanval. Toen Lee later dit gedeelte van het front bereikte, vroeg hij aan Magruder waarom hij tot de aanval was overgegaan. Magruder antwoordde: "In navolging van uw orders, tweemaal herhaald."
Na de Zevendagenslag reorganiseerde Lee zijn leger en verving de, naar zijn aanvoelen, incompetente bevelhebbers. Magruder werd naar het District van Texas in New Mexico en Arizona gestuurd.
Op 1 januari 1863 behaalden Magruders eenheden de overwinning in de Slag bij Galveston waardoor deze haven opnieuw in Zuidelijke handen viel. De First Confederate Congress publiceerde een officiële lofbetuiging:

...Het onverschrokken, stoutmoedig en dapper gedrag van generaal-majoor J. Bankhead Magruder, kolonel Thomas Green en majoor Leon Smith en andere officieren en soldaten van de Terry’s Texas Rangers, die deelnamen aan de aanval en de overwinning behaalden op land- en marine strijdkrachten van de vijand bij Galveston op 1 januari 1863, krijgen bij uitstek de oprechte dank van het congres en het volk. …Deze voortreffelijke prestatie die resulteerde, met Gods voorzienigheid, in het veroveren van de Harriet Lane, het verslaan en verjagen van de vijandelijke vloot uit de haven, het heroveren van de stad en het doorbreken van de vijandelijke blokkade voor de haven toont aan dat een numeriek sterkere vijand kan overwonnen worden door grote moed en vakkundige misleiding 
— First Confederate Congress, 1863

Tussen augustus 1864 en maart 1865 was Magruder bevelhebber van het Departement of Arkansas. De laatste maanden van de oorlog had hij de leiding over het District of Texas, New Mexico en Arizona tot de volledige Trans-Mississippiregio zich overgaf aan de Noordelijken.

## Loopbaan na de oorlog

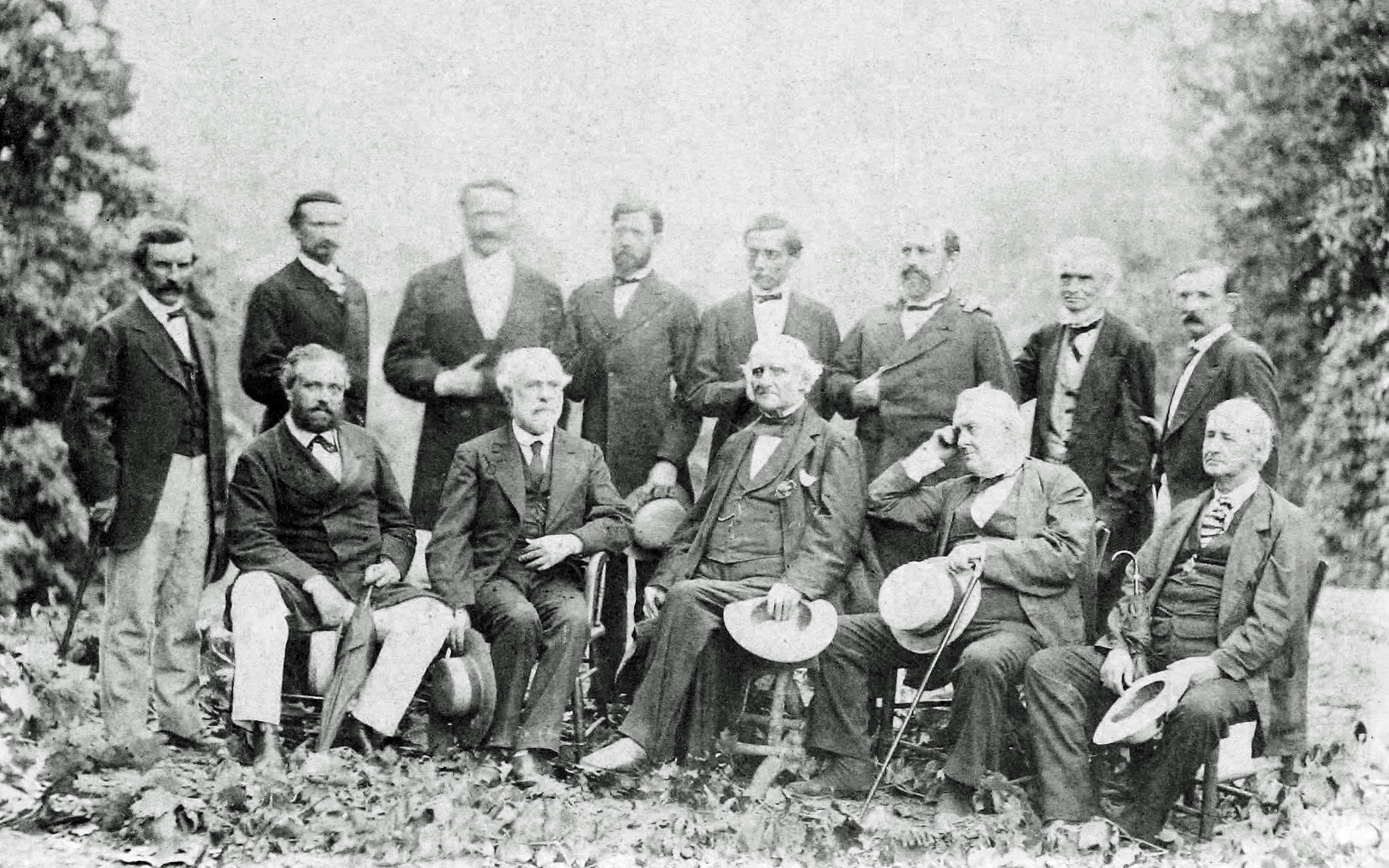
Magruder (bovenste rij, derde van links) met Robert E. Lee en andere Zuidelijke officieren, 1869.

Na de oorlog vluchtte Magruder naar Mexico en nam dienst in het leger van keizer Maximiliaan van Mexico. Hij was een generaal-majoor in het Keizerlijk Mexicaans leger. Tegen mei 1867 was het keizerlijk leger verslagen en werd de keizer gefusilleerd. Magruder keerde terug naar de Verenigde Staten en vestigde zich in Houston, Texas waar hij in 1871 overleed. Hij werd bijgezet in het Episcopal Cemetery in Galveston Texas.

## Militaire loopbaan
- Second Lieutenant (USA): 1830
- First Lieutenant (USA): 1836
- Captain (USA): 18 juni 1846
- Brevet Major (USA): 18 april 1846
- Brevet Lieutenant Colonel (USA): 13 september 1847
- Ontslag uit het leger: 20 april 1861
- Colonel (CSA): 16 maart 1861[2]
- Brigadier General (CSA): 17 juni 1861[2]
- Major General (CSA): 7 oktober 1861[2]
- Major General (Mexicaanse Keizerrijk): 1867

## Aanbevolen lectuur
- Cadorph, Paul D. Prince John Magruder: His Life and Campaigns. New York: John Wiley & Sons, 1996. ISBN 0-471-15941-7.
- Latimer, Jon. Deception in War. London: John Murray, 2001. ISBN 0-7195-5605-8.
- Settles, Thomas M. John Bankhead Magruder: A Military Reappraisal. Baton Rouge: Louisiana State University Press, 2009. ISBN 978-0-8071-3391-0.